# Mikrohadrozaur
Mikrohadrozaur (Microhadrosaurus nanshiungensis) – roślinożerny dinozaur z rodziny hadrozaurów (Hadrosauridae).
Żył w okresie późnej kredy (ok. 83-65 mln lat temu) na terenach wschodniej Azji. Długość ciała ok. 2,5 m, wysokość ok. 1,5 m, masa ok. 200 kg. Jego szczątki znaleziono w Chinach (w prowincji Guangdong).
Jest to słabo poznany dinozaur – zidentyfikowany wyłącznie na podstawie szczęki z zębami.